# Паче, Флавио
Флавио Паче (итал. Flavio Pace; род. 29 июля 1977, Монца, Италия) — итальянский прелат и ватиканский куриальный сановник. Титулярный архиепископ Долии с 23 февраля 2024. Заместитель секретаря Конгрегации по делам Восточных Церквей с 3 февраля 2020 по 5 июня 2022. Заместитель секретаря Конгрегации по делам Восточных Церквей с 5 июня 2022 по 23 февраля 2024. Секретарь Дикастерии по содействию христианскому единству с 23 февраля 2024.